# Nossa Senhora do Carmo
Nossa Senhora do Carmo (llamada oficialmente 嘉模堂區 / Freguesia de Nossa Senhora do Carmo) es una freguesia china de la Región administrativa especial de Macao.

## Geografía
La freguesia abarca la totalidad de la isla de Taipa incluido el Aeropuerto Internacional de Macao.

## Historia
Desde la transferencia de gobierno en 1999 por parte de Portugal, las freguesias de Macao fueron mantenidas por China como meras divisiones regionales y simbólicas sin ningún poder administrativo.

## Demografía
Gráfica demográfica de la freguesía de Nossa Senhora do Carmo:
| Gráfica de evolución demográfica de Nossa Senhora do Carmo entre 2011 y 2021 |
|                                                                              |
| Datos aportados por la base de datos estadísticos de populación de Macao.    |

## Patrimonio
- Aeropuerto Internacional de Macao
- Casas-Museu da Taipa ()
- Estádio Campo Desportivo
- Forte da Taipa
- Iglesia de Nossa Senhora do Carmo
- Jockey Clube de Macau
- Pequeño Templo de Kun Iam (觀音岩)
- Rua do Cunha (Villa de Taipa)
- Templo de Pou Tai Un (菩提園 o 菩提襌院)
- Templo de Kun Iam Tong
- Templo de Tin Hau (天后宮)
- Templo de Sam Po (三婆廟)
- Templo de Pak Tai (北帝廟)
- Terminal Marítima de Pasajeros de Taipa
- Universidad de Macao
- Universidad de Ciencia y Tecnología de Macao